# Pelargopsis
Pelargopsis là một chi chim trong họ Alcedinidae.

## Các loài
- Pelargopsis amauroptera
- Pelargopsis capensis
- Pelargopsis melanorhyncha